# إميلي رويتي
اميلي رويتي (بالألمانية: Emily Ruete) (1844 - 1924) هي السيدة سالمة بنت سعيد بن سلطان سلطان عمان وزنجبار وهي سليلة عائلة البوسعيد والتي حكمت سلطنة عمان وزنجبار في أواخر القرن الثامن عشر إلى ما بعد ستينات القرن العشرين، تحولت من الإسلام إلى المسيحية. ومع ذلك، في رسالة لاحقة إلى أختها، أكدت أنها ظلت مسلمة في السر.

## البداية
ولدت السيدة سالمة في زنجبار بتاريخ 14 شعبان 1260 هـ / 28 أغسطس 1844 م من أم شركسية، وكانت ذات قرابة بأم أخيها ماجد الشركسية. وكانت ذات علاقة وطيدة مع أختها خولة، وهي التي كانت تحرضها ضد السيد ماجد رغم العلاقة القوية التي بينهما. وقد تورطت مع السيد برغش في محاولته الانقلاب بالحكم ضد أخيه السلطان ماجد. وعندما وضع السيد ماجد أخاه السيد برغش في السجن قبل معركة ماشوى عملت السيدتان خولة وسالمة على إطلاق سراحه وخططتا لهذا وقامتا بتهريبه إلى مقاطعة ماشوى حيث نظم الهجوم هناك ضد أخيه. ولم تكن هذه المعركة لتقع لولا مساعدة هاتين الأختين خولة وسالمة.
وعند تقسيم تركة أبيها وتوزيعها حصلت السيدة سالمة على مقاطعة كيزيمباني وكان لها مثل إخوتها الآخرين بيت خاص عاشت فيه مع أخيها ومع جواريهما. وبعد وفاة أمهما عام 1859 بقيت في البيت وحدها وقد عاشت السيدة سالمة وحيدة مع أن عمرها لم يكن يزيد على ستة عشر عاما. واستمرت على هذا الحال بضعة سنوات حتى وقعت لها حوادث غير مرغوبة لها وقد دفعتها هذه الأحداث إلى الرحيل عن زنجبار بسرعة. وكتبت السيدة سالمة خطابا مثيرا جدا إلى قبطان الباخرة الإنجليزية هاي كلاير التي كانت في الميناء وعلى وشك الإقلاع وطلبت منه أن يسمح لها بالسفر على باخرته إلى عدن.

## هروبها إلى عدن
ولما وصل خطابها للقبطان فكر في الأمر طويلا ثم قرر أن يأخذها معه في سفينته انقاذا لحياتها، ورتب لها الوصول إلى الباخرة في وقت مبكر صباح اليوم التالي. وقد كانت زنجبار في ذلك الوقت تحتفل بعيد الربيع وفي اليوم التالي عند الفجر طلبت السيدة سالمة من جواريها اعداد زورق صغير خفيف لتستحم بمناسبة العام الجديد.فأعدت الجواري الزورق واستقلته سالمة واندفعت به إلى البحر حتى وصلت إلى السفينة الإنجليزية فأنزل لها القبطان السلم في الحال ورفعت السفينة مرساها فورا. ولما رأتها الجواري صاعدة إلى السفينة حسبنها قد اختطفت فصرخن، ولكن السفينة كانت قد غادرت بعيدا، ولما وصلت إلى عدن نزلت منها السيد سالمة وبقيت فيها مدة. وقد كان في نفس الوقت الهر هنريك رويتي السكرتير الألماني لشركة هانسينج في زنجبار يحزم هو الآخر أمتعته وسافر إلى عدن حيث لحق بالسيدة والتقيا هناك ثم سافرا سويا إلى هامبورغ واستقرا معا هناك كزوجين. ولما توفى الزوج الألماني في 1870 م اشتغلت بالكتابة وتحولت إلى التأليف فكان كتابها الأول هو (مذكرات أميرة عربية).

## استغلال الألمان لها
عندما بدأت الحكومة الألمانية في بسط نفوذها على هذه البلاد استغلت السيدة سالمة لتحقيق أطماعها وتثبيت سيطرتها على جزء من ممتلكات أبيها السيد سعيد. وأبلغت الحكومة الألمانية قناصل الدول في زنجبار بأن يطالبوا السيد برغش بأن يسلم للسيدة سالمة حقوقها في مقاطعات والدها وميراثها في أخوتها الذين ماتوا.ولكن السيد برغش كان يعطي ردودا مضللة ولا يجيب طلبها وقد ذكر أنها ليست أخته. وبعد مدة ظهرت خمس سفن حربية ألمانية في أغسطس 1885 ورست هذه السفن في ميناء زنجبار ولديها أوامر بإطلاق النار إذا لم تتلق استجابة للمطالب الألمانية. وهبطت السيدة سالمة مع أطفالها الثلاثة ومع الكومندور باشين وقدمت مطالبها إلى السيد برغش. وهذه المطالب هي: تسليمها اوساجارا وويتو ومبلغ عشرين ألف جنيه استرليني.
دارت المفاوضات بين الأطراف المتنازعة وبعد قليل من المساومات وافق الكومندر على أن تحصل السيدة سالمة على مبلغ ستة آلاف جنيه استرليني وما كان السيد برغش يريد أن يعطيها أكثر من ستمائة جنيه استرليني فقط. ووافق السيد برغش أيضا على التنازل لها عن اوساجارا وويتو.
وقد حدث بعد يومين من هذا الاتفاق أن زال التهديد الألماني عن زنجبار ولم يعد الموقف يسمح بالقيام بأي إجراء بحري فبدأ الناس يتنفسون ورجع السيد برغش عن الاتفاق الذي سبق أن اضطر اليه. وبقيت السيدة سالمة في زنجبار أياما لم يسمح فيها السيد برغش للأهالي أن يستضيفوها أو يلتقوها حتى انها وجدت البيوت كلها قد أغلقت في وجهها وسدت البيوت من الداخل بالمزاليج وأغلقت النوافذ.

## وفاتها وإرثها
عاشت هذه السيدة عمرا طويلا وفي عام 1922 وافقت حكومة زنجبار على منحها راتبا سنويا قدره مائة جنيه استرليني وقد ظلت تتقاضى هذا الراتب حتى وفاتها في فبراير عام 1924 م. وهي آخر من مات من بين أبناء السيد سعيد. ومن أولادها من يدعى رودلف سعيد رويتي وقد عاش في إنجلترا يعمل محاضرا في الجامعة لمادة التاريخ واشتغل بالتأليف وبخاصة في تاريخ عمان وفيما يتعلق بسيرة جده السيد سعيد وقد جاء إلى زنجبار في مارس 1930 م.

## المصدر
- مذكرات سالمة بنت سعيد جريدة السياسي الإلكترونية.
- كتاب البوسعيديون حكام زنجبار. تأليف الشيخ عبد الله بن صالح الفارسي (قاضي قضاة كينيا). ترجمه للعربية محمد أمين عبد الله. منشورات وزارة التراث القومي والثقافة عام 1982.
- مذكرات أميرة عربية لأميلي رويتي، النسخة الإلكترونية باللغة الإنجليزية لإصدار عام 1907.